# Assicurazioni Generali
Assicurazioni Generali, também conhecida como Grupo Generali, é uma companhia de seguros italiana com sede em Trieste. Em 2022, tornou-se na maior companhia de seguros de Itália e está entre as maiores companhias de seguros do mundo em termos de prémios líquidos e ativos.
Os principais concorrentes da Generali a nível internacional são AXA, Allianz e Zurich Insurance Group.
A empresa está cotada na bolsa de Milão e faz parte do índice FTSE MIB desta bolsa.

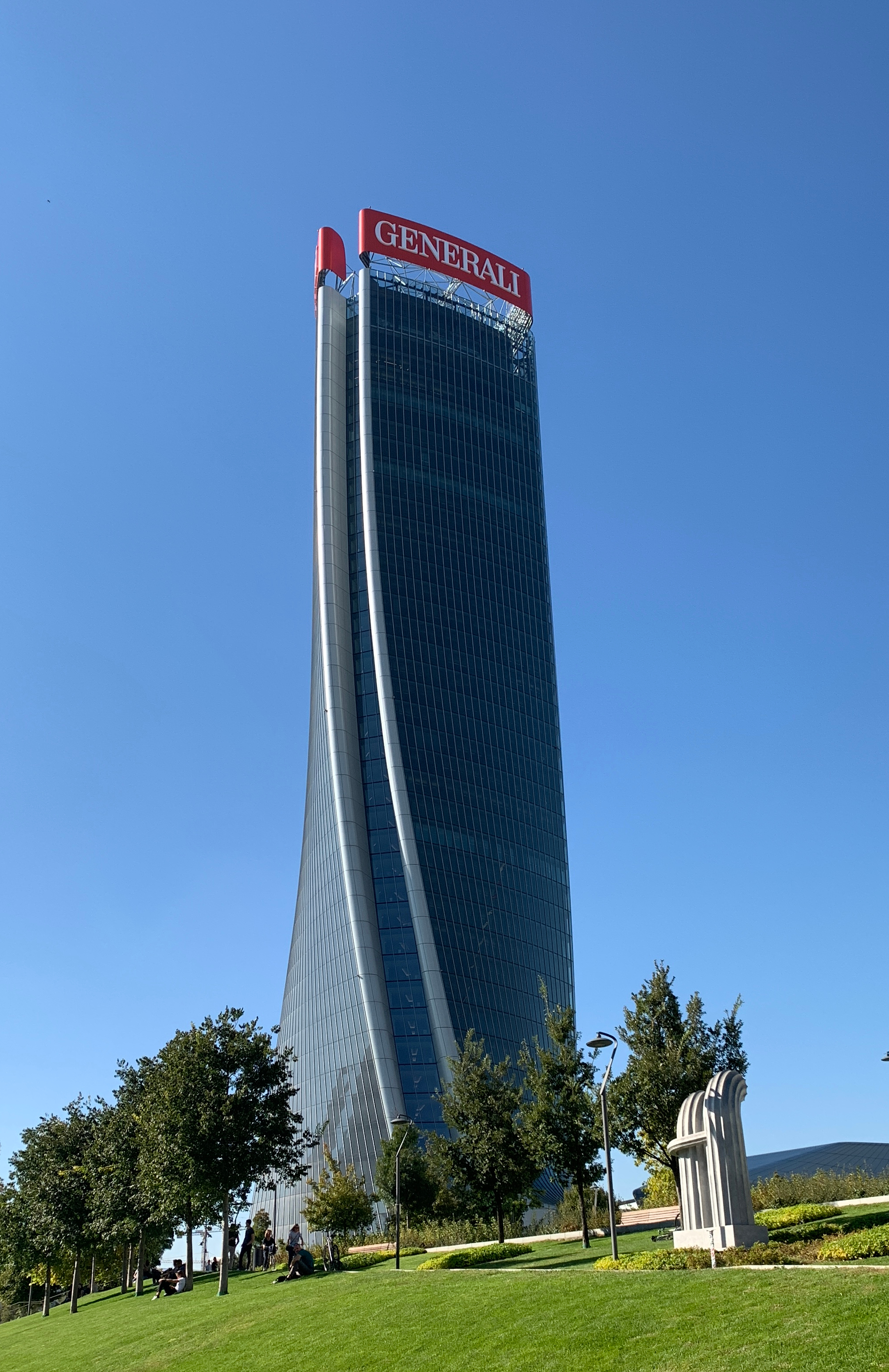
Torre Generali em Milão

## História
Fundada em 26 de dezembro de 1831 como Imperial Regia Privilegiata Compagnia di Assicurazioni Generali Austro-Italiche ("Companhia Imperial e Real Privilegiada de Seguros Gerais Austríaco-Italianos") em Trieste, o seu principal promotor foi Giuseppe Lazzaro Morpurgo. 
O adjetivo "Generali" ("gerais") aludia ao facto de a empresa cobrir todos os ramos de seguros (incêndio, vida, granizo, transporte marítimo, terrestre e fluvial), uma abordagem rara à época, pois a maioria das companhias de seguros de Trieste dedicava-se exclusivamente ao transporte marítimo, com exceção da Azienda Assicuratrice, que também comercializava seguros de granizo.
O rótulo "austríaco-italianos" referia-se à estrutura de gestão dupla da empresa: a sede em Trieste geria os assuntos da empresa e as relações com a monarquia dos Habsburgos (na altura, Trieste era o porto marítimo mais importante do Império Austríaco). Por outro lado, uma direção em Veneza supervisionava as atividades no reino Lombardo-Véneto e no resto da península italiana.
O capital social inicial foi de dois milhões de florins, distribuído entre um grupo variado de acionistas provenientes de Trieste e do reino Lombardo-Véneto, incluindo figuras de primeiro plano como Giovanni Cristoforo Ritter de Záhony, Giovanni Battista de Rosmini, Marco Parente, Samuele Della Vida e Pasquale Revoltella.
Como emblema da empresa foi escolhida a águia dos Habsburgos, uma referência ao facto de que Trieste fez parte do reino austro-húngaro desde 1382 até 1918.
A presença inicial da Generali em vários mercados resultou da natureza historicamente comercial tanto de Trieste como de Veneza. Na sua primeira década, a rede de agências da empresa expandiu-se por todos os estados italianos, pelas principais cidades do império e pelos principais portos europeus.
Até 1847, Gianbattista de Rosmini, conselheiro jurídico, principal acionista e presidente permanente dos Congressos Gerais, destacou-se como diretor de facto da empresa. 
Após as revoltas do Risorgimento em 1848, que marcaram o início do processo de unificação de Itália, o adjetivo "austríaco-italiano" foi abandonado e a empresa passou a designar-se apenas Assicurazioni Generali e a águia dos Habsburgos dá lugar ao leão de São Marcos como emblema da seguradora. 
Em 1856, a Generali já era o maior segurador do Império Austríaco e no ano seguinte foi cotada na Bolsa de Trieste. Após a unificação do reino de Itália em 1861, a sede veneziana tornou-se no maior segurador do novo país; Samuele Della Vida foi o diretor da filial italiana até 1875.
Em 1869, a Generali intuiu o impacto que a inauguração do Canal de Suez teria no comércio mundial. Algumas das principais figuras da empresa, entre os quais Pasquale Revoltella e Giuseppe Morpurgo, participaram no histórico evento e Revoltella tornou-se vice-presidente da Companhia Universal do Canal Marítimo de Suez. A abertura do canal trouxe um clima económico favorável à Generali e permitiu a sua expansão em várias regiões, incluindo Mediterrâneo oriental, Norte de África, Extremo Oriente e Américas.
Sob a liderança de Marco Besso, que esteve à frente da empresa de 1877 a 1920 e atingiu o cargo de presidente, a Generali tomou uma dimensão internacional: ao mesmo tempo que abria agências no Mediterrâneo, em São Petersburgo, Varsóvia, as Américas, e o extremo Oriente, a empresa fundava subsidiárias como Erste Allgemeine Schaden- und Unfallversicherung em Viena, Generala na Roménia, Anonima Grandine, e Anonima Infortuni em Itália.
Neste período também foram construídos os mais prestigiosos edifícios da Generali em Itália, incluindo as sedes em Florença, Trieste, Milão, Roma e Turim. A sede da administração em Veneza, as Procuratie Vecchie, foi renovada em 1914.
Não obstante as dificuldades da Primeira Guerra Mundial, na qual Itália e Áustria-Hungria estiveram nas frentes opostas, as sedes de Trieste e Veneza mantiveram a sua independência operacional, permitindo assim à empresa de superar uma fase complexa sem tomar posições políticas que poderiam ter comprometido a sua integridade.

### O período italiano
Em 1920, Edgardo Morpurgo assumiu o cargo de presidente, dando início a mais uma fase de expansão internacional da empresa. Em 1924, devido em parte à divisão do Império Austro-Húngaro, a Generali já podia contar com oito direções no estrangeiro, bem como sessenta sucursais e agências em trinta países. Em 1935, a empresa incluía vinte e nove filiais na Europa, quatro nas Américas, duas em África e uma na Ásia. Durante este período, a imagem da empresa foi gerida pelo artista e publicitário Marcello Dudovich, contribuindo para a sua crescente reputação. É deste período a aquisição da Alleanza Assicurazioni.
No entanto, os meados dos anos 30 trouxeram múltiplos desafios: em Itália, a imposição das leis raciais e as crescentes tensões na relação com o regime fascista criaram um ambiente difícil.
No primeiro século da sua atividade, a consolidação e expansão da Assicurazioni Generali pude contar com a decisiva presença de acionistas e diretores de origem judaica, entre os quais as famílias Morpurgo, Maurogonato, Levi Della Vida e Treves de' Bonfili.
Em 1938, com a iminência da entrada em vigor das leis raciais e a visita de Benito Mussolini a Trieste, Morpurgo, então presidente, foi convidado a demitir-se e entregar a presidência a Giuseppe Volpi di Misurata, já ministro das finanças do governo fascista e presidente da Bienal de Veneza. Neste período, o cargo de diretor geral foi entregue a Gino Baroncini.
A empresa enfrentou desafios significativos durante a Segunda Guerra Mundial, incluindo as ocupações alemã e jugoslava e a subsequente administração britânico-americana do Território Livre de Trieste. Na sequência deste período tumultuoso, durante as presidências de Antonio Cosulich (1943-1948) e Mario Abbiate (1948-1954), as sucursais da Generali nos países de Leste foram expropriadas, o que tornou a situação da empresa ainda mais complexa.
Baroncini, que tinha entrado na Generali em 1937, foi presidente entre 1960 e 1968, os anos do boom económico italiano.
Em 1963, a Concorde, filial francesa da Generali, inspirada pela intuição de Pierre Desnos, fundou a Europ Assistance, empresa que deu origem ao conceito de "assistência privada", oferecendo apoio de forma organizada aos que enfrentam situações difíceis fora de casa.
Em 1974 foi fundada Genagricola, a empresa que gere as atividades agrícolas do Grupo.
Cesare Merzagora, presidente de 1968 a 1979, reestruturou a empresa para ser mais eficiente e transparente. O seu sucessor Enrico Randone exerceu o cargo até 1990.
Em 1988, Generali reforçou a sua posição na França com a aquisição de uma participação na Compagnie du Midi. No ano seguinte, tornou-se acionista do grupo AXA Midi. Em 1996, a Generali tomou a decisão estratégica de vender a sua participação neste grupo para obter a liquidez necessária à compra da INA Assitalia.
A Generali continuou a inovar na década dos noventa: em 1994 lançou Genertel, a primeira empresa em Itália a oferecer serviços financeiros pelo telefone. Quatro anos mais tarde, em 1998, criou o banco online Banca Generali. Nos anos seguintes, Banca Generali tornou-se no hub bancário do Grupo e entrou no segmento da banca privada.

### História recente
Após a aquisição da INA Assitalia em 2000, a Generali prosseguiu na sua trajetória de crescimento com a aquisição da Toro Assicurazioni em 2006. A expansão da empresa levou à criação da Generali Real Estate em 2011 para gerir as atividades imobiliárias do Grupo; a empresa rapidamente tornou-se num ator proeminente no sector, proprietário único de CityLife, o novo complexo residencial e comercial na área da antiga feira de Milão no bairro Portello, que conta entre as suas estruturas mais notáveis a icónica torre Generali, concebida pela arquiteta Zaha Hadid, desde 2019 sede do Grupo em Milão.
Em 2013, ocorreu uma importante reestruturação empresarial quando a sucursal italiana da Assicurazioni Generali foi incorporada na INA Assitalia, levando à formação da Generali Italia. Com efeitos a partir de 1 de julho de 2013, a nova entidade incorporou Toro Assicurazioni, Lloyd Italico e Augusta Assicurazioni, e Philippe Donnet foi nomeado Diretor-Geral e Country Manager Itália.
Donnet foi nomeado CEO do Grupo Generali em março de 2016. Sob a sua gestão, o grupo implementou com êxito dois planos estratégicos, com resultados financeiros em crescimento.
Em 2022, a Assembleia Geral de Acionistas confirmou Philippe Donnet para um terceiro mandato, aprovando assim o plano estratégico Lifetime Partner 24: Driving Growth apresentado em dezembro de 2021. A mesma assembleia escolheu Andrea Sironi, economista, académico e presidente da Universidade Bocconi, como presidente do Grupo.
Em junho de 2023 foi anunciada mais uma aquisição, a da Liberty Seguros, uma concorrente que opera no sector dos seguros não vida em Espanha e Portugal e pertencia ao grupo norte-americano Liberty Mutual. A aquisição, no valor de 2,3 mil milhões de euros, irá solidificar o posicionamento europeu do canal direto da Generali e aproveitar as fortes capacidades da Liberty Seguros neste domínio.
Esta operação vai permitir à Generali subir para o quarto lugar entre as seguradoras não-vida em Espanha e para o segundo no mercado português, marcando também a entrada do Grupo entre as primeiras dez do sector na Irlanda e Irlanda do Norte.
Em 6 de julho de 2023, a Generali anunciou outra aquisição significativa, a Conning Holdings Limited e as suas subsidiárias, uma das principais gestoras de ativos para investidores institucionais a nível mundial. Adicionalmente, o Grupo celebrou uma parceria de dez anos com a seguradora de Taiwan Cathay Life, que adquiriu uma participação minoritária (16,75%) da Generali Investments Holding, a entidade que reúne a maioria das atividades de gestão de ativos da Generali.
Esta aquisição veio reforçar o total de ativos sob gestão da Generali, que ascende agora a uns substanciais 775 mil milhões de euros, um aumento de 144 mil milhões de euros que permitiu à Generali atingir a nona posição entre os operadores europeus em termos de ativos sob gestão.

## Operações
A Generali tem uma presença global: opera em 50 países, através de uma rede de mais de 400 empresas.
A atual estrutura organizacional do Grupo é composta por cinco unidades de negócio distintas:
- Itália
- Alemanha, Áustria e Suíça
- França & Atividades Globais de Negócio
- Internacional
- Gestão de Ativos & Patrimónios

O modelo de negócio baseia-se em três pilares fundamentais:
- Seguros de Vida
- Seguros Property & Casualty
- Gestão de Ativos

O objetivo da Generali ao combinar estes elementos é criar uma carteira abrangente e diversificada de produtos financeiros e de seguros.

### Propriedade de Bancos
Banca Generali é uma filial da Assicurazioni Generali, que detém 50.17% do seu capital acionário.

## Estrutura de acionistas
Em 17 de Abril de 2023, os maiores acionistas da Assicurazioni Generali eram:
- 31.72% investidores institucionais
- 13.10% Mediobanca S.p.A.
- 9.77% Grupo Del Vecchio
- 6.23% Grupo Caltagirone
- 4.83% Grupo Benetton
- 34.35% Outros

## The Human Safety Net
The Human Safety Net é uma fundação criada em 2017 com a missão de dar oportunidades e impulsionar pessoas que vivem em circunstâncias vulneráveis, para que consigam transformar a vida das suas famílias e comunidade. A fundação centra-se na assistência a pessoas que vivem em condições vulneráveis, proporcionando-lhes oportunidades de crescimento e progresso.
Para cumprir a sua missão, The Human Safety Net colabora com cerca de 60 entidades, incluindo organizações não governamentais (ONG) e empresas sociais. Através destas parcerias, a fundação implementa vários programas destinados a dois grupos-alvo principais: famílias e refugiados.
The Human Safety Net está instalada nas Procuratie Vecchie, a sede histórica da Generali em Veneza.

## Patrocínios

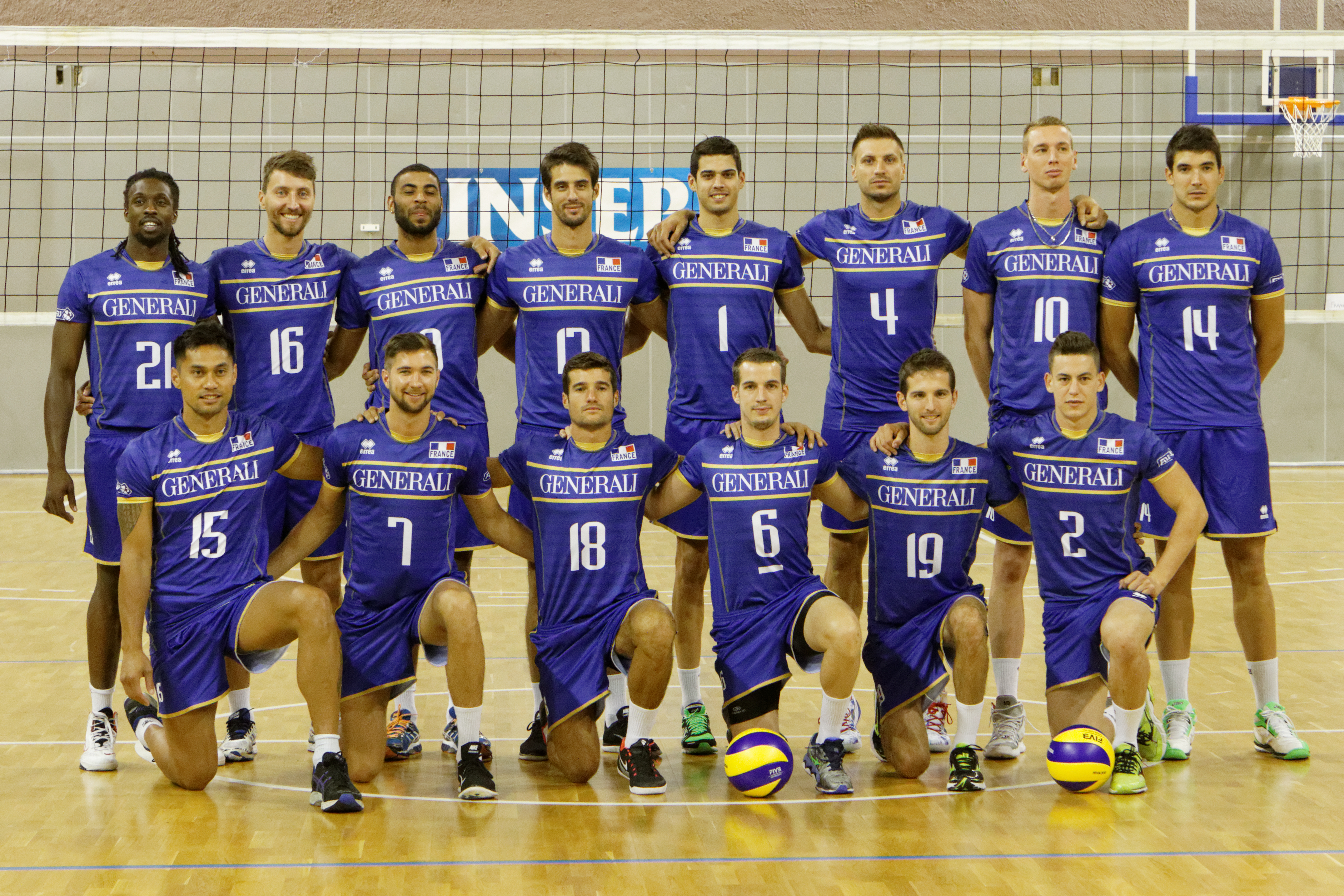
Seleção Francesa Masculina de Voleibol em 2014

A Generali tem um forte compromisso com o patrocínio desportivo e a sustentabilidade, que demonstra com o seu envolvimento em várias iniciativas que promovem e apoiam atividades desportivas.
A Generali é patrocinadora da Seleção Francesa de Voleibol Masculino e patrocina a Federação Francesa de Voleibol há 19 anos.
Em 2010, em linha com as linhas orientadoras e valores do Grupo, a Generali lançou a Carta do Desporto Responsável, com o objetivo de promover ativamente uma cultura de sustentabilidade no desporto.
Para além disso, a Generali patrocina dois estádios de futebol, o Estádio Letná em Praga e o Estádio Franz Horr em Viena.
Há mais de quatro décadas que a Generali patrocina a Barcolana, uma histórica regata internacional de vela que se realiza anualmente no Golfo de Trieste.

Finalmente, a Generali é patrocinadora de duas maratonas, a Generali Berlin Half Marathon em Berlim e a Generali München Marathon em Munique.